# Oscarverleihung 1932
Übersicht aller ausgezeichneten Filme

1929 | 1930 | 1931 | Oscarverleihung 1932 | 1934 | 1935 | 1936 | ► | ►►

Weitere Ereignisse
Die Oscarverleihung 1932 fand am 18. November 1932 im Ambassador Hotel in Los Angeles statt. Es waren die 5th Annual Academy Awards. Ausgezeichnet wurden Filme aus der Zeit zwischen dem 1. August 1931 und dem 31. Juli 1932. Erstmals wurden bei dieser Verleihung Kurzfilme berücksichtigt, die in drei neuen Kategorien ausgezeichnet wurden. Walt Disney gewann in diesem Jahr die ersten beiden seiner insgesamt 26 Oscars.
| Film                    | N | A |
| ----------------------- | - | - |
| Arrowsmith              | 4 | 0 |
| Der Champ               | 4 | 2 |
| Bad Girl                | 3 | 2 |
| Dr. Jekyll und Mr. Hide | 3 | 1 |
| Shanghai-Express        | 3 | 1 |
| The Guardsman           | 2 | 0 |

## Moderation
Der Filmschauspieler Conrad Nagel führte durch die Verleihung.

## Gewinner und Nominierte

### Bester Film
Menschen im Hotel (Grand Hotel) – (Metro-Goldwyn-Mayer)
Arrowsmith – Samuel Goldwyn Productions
Bad Girl – Fox
Der Champ (The Champ) – Metro-Goldwyn-Mayer
Der lächelnde Leutnant (The Smiling Lieutenant) – Paramount Publix
Shanghai-Express – Paramount Publix
Spätausgabe (Five Star Final) – First National
Eine Stunde mit Dir (One Hour with You) – Paramount Publix

### Beste Regie
Frank Borzage – Bad Girl
King Vidor – Der Champ (The Champ)
Josef von Sternberg – Shanghai-Express

### Bester Hauptdarsteller
Wallace Beery – Der Champ (The Champ) und Fredric March – Dr. Jekyll und Mr. Hyde (Dr. Jekyll and Mr. Hyde)
Alfred Lunt – The Guardsman

### Beste Hauptdarstellerin
Helen Hayes – Die Sünde der Madelon Claudet (The Sin of Madelon Claudet)
Marie Dressler – Emma, die Perle (Emma)
Lynn Fontanne – The Guardsman

### Bestes adaptiertes Drehbuch
Edwin J. Burke – Bad Girl
Percy Heath, Samuel Hoffenstein – Dr. Jekyll und Mr. Hyde (Dr. Jekyll and Mr. Hyde)
Sidney Howard – Arrowsmith

### Beste Originalgeschichte
Frances Marion – Der Champ (The Champ)
Lucien Hubbard – The Star Witness
Grover Jones, William Slavens McNutt – Wer hat hier recht? (Lady and Gent)
Jane Murfin, Adela Rogers St. Johns – What Price Hollywood?

### Beste Kamera
Lee Garmes – Shanghai-Express
Ray June – Arrowsmith
Karl Struss – Dr. Jekyll und Mr. Hyde (Dr. Jekyll and Mr. Hyde)

### Bestes Szenenbild
Gordon Wiles – Transatlantic
Richard Day – Arrowsmith
Lazare Meerson – Es lebe die Freiheit (À nous la liberté!)

### Bester Ton
Paramount Publix Studio Sound Department (Gesamtleistung)
Metro-Goldwyn-Mayer Studio Sound Department (Gesamtleistung)
RKO Radio Studio Sound Department (Gesamtleistung)
Warner Bros.-First National Studio Sound Department (Gesamtleistung)

### Bester Kurzfilm – Cartoon
Von Blumen und Bäumen (Flowers and Trees) – Walt Disney
Er hat mich wieder erwischt (It’s Got Me Again!) – Leon Schlesinger
Mickys Waisen (Mickey’s Orphans) – Walt Disney

### Bester Kurzfilm – Comedy
Laurel und Hardy: Der zermürbende Klaviertransport (The Music Box) – Hal Roach
The Loud Mouth – Mack Sennett
Scratch-As-Catch-Can – RKO Radio
(Stout Hearts and Willing Hands – RKO Radio) disqualifiziert

### Bester Kurzfilm – Novelty
Wrestling Swordfish – Mack Sennett
Screen Souvenirs – Paramount Publix
Swing High – Metro-Goldwyn-Mayer

## Besondere Auszeichnungen
| Ehrenoscar                             | Walt Disney für die Erfindung von Micky Maus                       |
| Preis für Wissenschaft und Entwicklung | Technicolor Motion Picture Corp. für ihren “color cartoon process” |
| Preis für Technische Verdienste        | Eastman Kodak Company für ihren Type II-B Sensitometer             |